# Skellefteås första lasarett
Skellefteås första lasarett invigdes den 1 juni 1869 och var belägen på nuvarande Hörnellgatan fram tills den flyttades till Skellefteå sjukhus 7 oktober 1915.

## Bakgrund
Under mitten av 1800-talet började behovet av ett lasarett i Skellefteå att diskuteras. Redan innan sjukhus fanns i staden hade läkare vårdplatser i anslutning till sina mottagningar. År 1863 lyfte provinsialläkare Johan Daniel Lindström frågan i stadsstyrelsen, vilket ledde till att handlanden och landstingsmannen Abraham Ruth fick i uppdrag att framföra behovet av ett lasarett samt en veterinärläkare i landstinget.
Två år senare, 1865, fattades beslutet om att uppföra ett lasarett och ett kurhus. En särskild direktion bildades med apotekare Dyhr, kontraktsprosten Nils Nordlander och provinsialläkare Lindström som ledamöter. Ursprungligen föreslogs en tomt vid Skeppargatan, men eftersom platsen saknade tillgång till friskt vatten valdes i stället en tomt vid nuvarande Hörnellgatan 2–6.

## Byggnad

### Utformning och funktioner
Lasarettsbyggnaden planerades med måtten 27 x 12 meter och skulle uppföras i två våningar. Kapaciteten beräknades till 24 patienter. Lokalerna omfattade tre större sjuksalar, sex mindre sjukrum, ett mottagningsrum för läkaren, ett sammanträdesrum för direktionen, bostadsutrymmen för sköterskan samt badrum. Uppvärmningen skedde genom ventilationskakelugnar och en Gurney-ugn i övre korridoren, vilket gjorde att denna kunde nyttjas som dagrum även vintertid.
Kurhuset, en separat flygelbyggnad, var avsett för patienter med könssjukdomar, vilka vid denna tid skildes från övrig sjukvård. I flygeln fanns även bostäder för vaktmästaren och kokerskan samt rum för patienter med psykiska sjukdomar. Endast de som bedömdes ha möjlighet att tillfriskna togs emot; obotliga skickades vidare till hospital, först i Härnösand och från 1893 till Furunäsets sjukhus utanför Piteå.

### Infrastruktur och renoveringar
Vattenförsörjningen var en utmaning. Den ursprungliga lösningen med en grävd brunn visade sig otillräcklig, vilket ledde till att vatten fick hämtas i tunnor från älven fram till 1895, då en vattenledning drogs in. Sophanteringen sköttes genom försäljning eller bränning, vilket innebar att sjukhusavfall som blodiga bandage ibland hamnade på åkrar i närheten.
Byggnaden visade sig vara ett fuskbygge och drabbades tidigt av problem med vägglöss och kyla. År 1871 krävdes omfattande renoveringar för att täta sprickor och förbättra uppvärmningen. Fyra år senare planterades de första träden på tomten, och ytterligare förbättringar gjordes genom revetering av fasaden 1876 för att ge intryck av stenhus.
Under 1900-talet moderniserades lasarettet i etapper. Elektricitet installerades 1908, och vattenledningarna uppdaterades. Trots fortlöpande renoveringar blev byggnaden snart otillräcklig för det växande vårdbehovet.

### Beslut om nytt lasarett
År 1900 tillsattes en landstingskommitté för att utreda framtiden för sjukvården i länet. Ett av förslagen var att flytta läkarbostaden från lasarettet, men planerna försenades. Skellefteå stad erbjöd gratis mark för ett nytt lasarett på Klockarberget, och 1912 fattades beslutet att bygga en ny sjukhusanläggning.
Den 7 oktober 1915 flyttades verksamheten till det nya lasarettet, och den gamla byggnaden såldes på offentlig auktion. På 1920-talet uppfördes en telegrafstation på den norra delen av den tidigare sjukhustomten.

## Personal och arbetsvillkor
Vid öppnandet den 1 juni 1869 bestod personalstyrkan av en lasarettsläkare, en vaktmästare, en sjuksköterska och en kokerska. Under de följande decennierna utökades bemanningen successivt i takt med att befolkningen och vårdbehovet växte. År 1907 hade personalen ökat till att inkludera biträdande sjuksköterskor, en husmor, en operationssköterska, en uppasserska och två tvätterskor.
Arbetsförhållandena var krävande och riskfyllda. En av de första sjuksköterskorna, Christina Wahlberg, avled 1881 efter att själv ha insjuknat. Hennes fall ledde till beslutet att personal skulle få tillgång till fria mediciner vid sjukdom.
August Wennerström var den första läkaren som hade en längre tjänstgöring vid lasarettet, där han arbetade mellan 1873 och 1904. Den siste läkaren som verkade vid det gamla lasarettet var Knut Dillberg, verksam mellan 1906 och 1925.

## Patienter och behandlingar
Den första patienten som skrevs in den 13 juni 1869 var torparen Jonas Magnusson från Kusmark, som avled åtta dagar senare i prostatacancer. Under det första verksamhetsåret vårdades 40 patienter vid lasarettet, däribland personer med tyfus, reumatism och bensår. Kvinnor som led av blodbrist, ofta på grund av för hårt knutna snörliv och stillasittande livsstil, behandlades också.
Kurhusets första patienter var sjömän som smittats av syfilis på resor. Senare började även lokala fall att dyka upp, inklusive småbarn som smittats vid födseln. På grund av dåtidens okunskap om smittspridning förekom fall där exempelvis en kvinna smittades genom att dela amning med en annan, sjuk, kvinna.

## Ekonomi och finansiering
Lasarettets ekonomi var ansträngd. Finansieringen kom främst från legosängsavgifter, landstingsbidrag för kurhuspatienter och kyrkliga kollekter. År 1869 fastställdes avgiften för en sängplats till 50 öre per dag inklusive medicin, medan patienter från andra län fick betala upp till 1 riksdaler. Medellösa kunde få sin avgift halverad om två trovärdiga personer intygade deras ekonomiska situation.
För att få in extra inkomster erbjöds varma karbad till allmänheten för 50 öre. Det var också möjligt att donera en frisäng, som då uppkallades efter donatorn.